# Pectoralis minor
Pectoralis minor eller Den lille brystmuskel er en tynd, triangulær muskel, placeret i den øvre del af brystet, under pectoralis major i den menneskelige krop.